# Charles Henri Hancké
Pour les articles homonymes, voir Hancké.
Charles Henri Hancké, né le 18 octobre 1808 à Bouxwiller (Bas-Rhin) et mort dans la même ville le 28 avril 1869 est un peintre et un lithographe français.

## Biographie
Il est l'élève de Charles Frédéric Casimir Pfersdorff et de Ange-Louis-Guillaume Lesourd-Beauregard. Sous l'influence du premier, il apprend la lithographie chez Engelmann à Mulhouse puis à Paris à partir de 1824. Il dirige la maison de lithographie de Fromentin pendant quinze années à Paris, où il acquiert une grande réputation. Il est professeur de dessin et de calligraphie au collège de Bouxwiller à partir de 1850.
On lui doit de nombreuses lithographies, des portraits, des paysages et vues des villes de Bouxwiller, de Niederbronn et de Saint-Dié. Il peint des usines et fabriques d'Alsace et des Vosges. Son œuvre comporte plusieurs plans et cartes de villes. Il illustre plusieurs traités de médecine.
Il est notamment l'auteur d'un portrait d'Adolphe d'Hastrel (également peintre et lithographe), de Schattenmann et d'Émile Küss. Ses dernières années sont occupées par la peinture. Il est remarqué au Salon de 1869 par une toile intitulée Au coin du bois.
Il est l'auteur d'une formule dite « formule de Hancké » pour encre utilisée en lithographie et d'un procédé du même nom pour lavis.

## Galerie

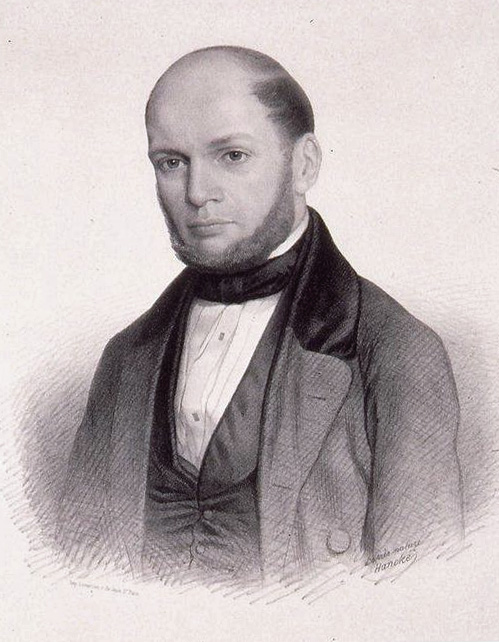
Küss(1850)
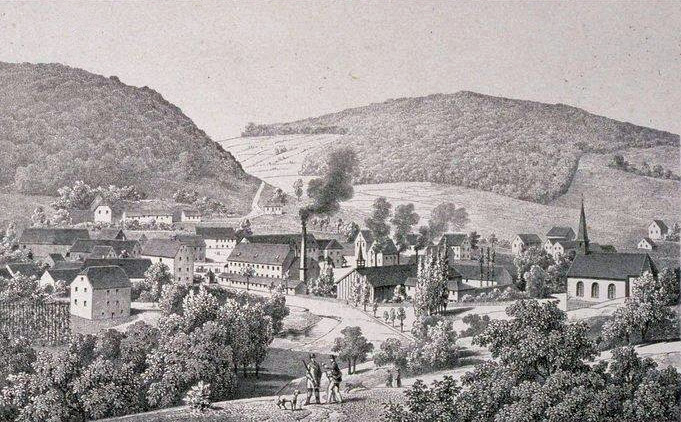
Vue des verreries de Meysenthal (1860)
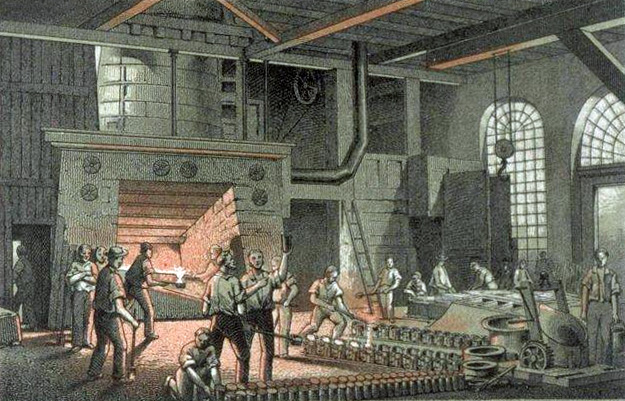
Forge de Niederbronn (1869)
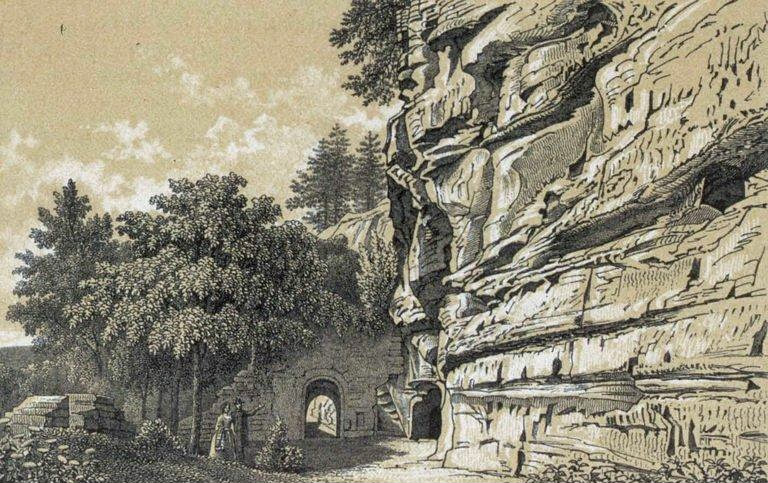
Falckenstein (1869)